# Svetlana (nome)

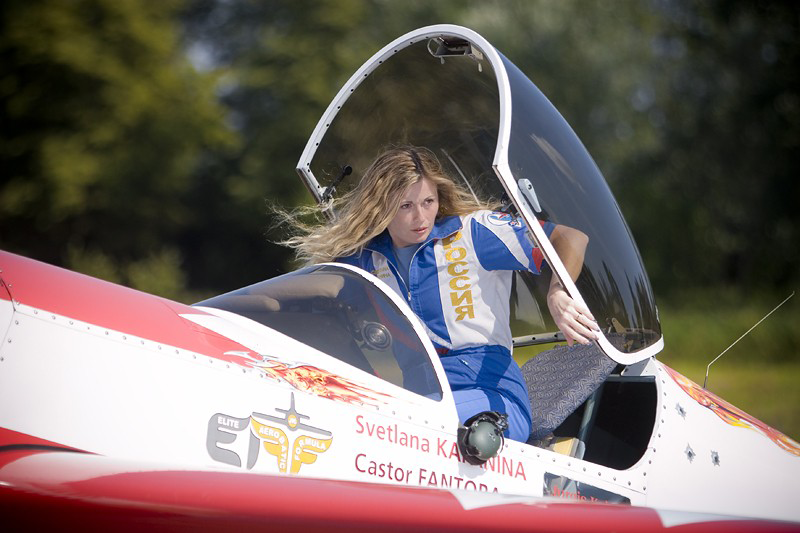
Uma das pessoas com esse nome é Svetlana Kapanina, uma piloto de acrobacia aéria

Svetlana é um prenome  feminino usado em várias línguas e que de acordo com a literatura especializada em nomes de pessoas é de origem européia, da região Eslava, e significa pessoa que tem luz, que brilha.

## Lista de alguns nomes

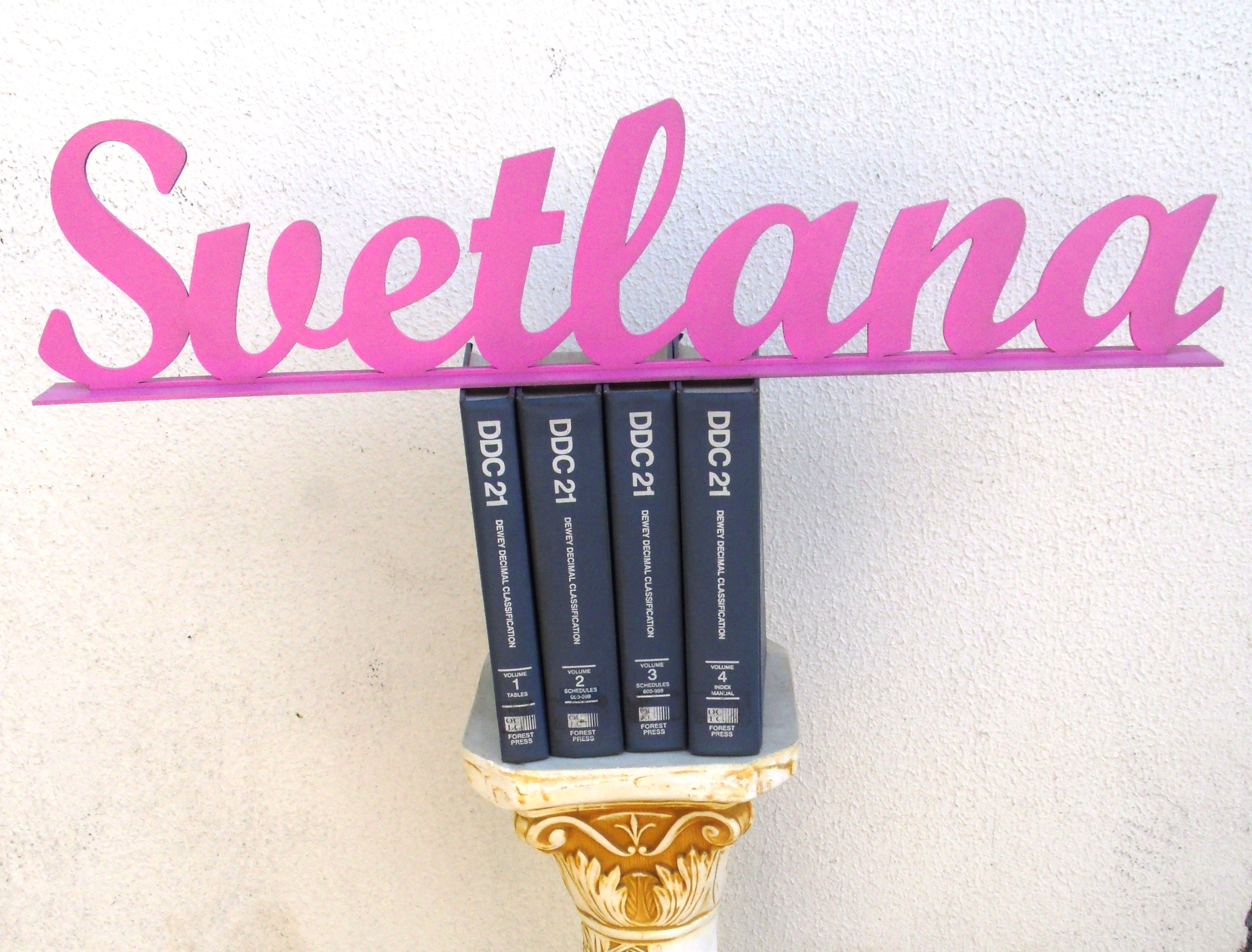
Letras em mdf com nome na forma escrita em vários idiomas.

- Svetlana Alexijevich uma escritora e jornalista bielorrussa que foi galardoada com o Nobel de Literatura de 2015 "pela sua escrita polifónica, monumento ao sofrimento e à coragem na nossa época".
- Svetlana Jitomirskaya é uma cientista russo-estadunidense que trabalha com física matemática.
- Svetlana Medvedeva  uma economista russa e esposa do ex-presidente russo Dmitri Medvedev e, portanto, a Primeira-dama da Rússia[8].